# Hrabstwo Prince
Hrabstwo Prince (ang. Prince County) – jednostka administracyjna kanadyjskiej prowincji Wyspa Księcia Edwarda leżąca na zachodzie prowincji.
Hrabstwo ma 44 348 mieszkańców. Język angielski jest językiem ojczystym dla 91,2%, francuski dla 7,6% mieszkańców (2011).